# 吳忠泰
吳忠泰，是台灣教師工運組織者。曾任教新北市雙溪國小、三芝國中、安溪國小與敦化國中等校教師，並曾任全國教師會秘書長及理事長、全國教師工會總聯合會副理事長、全國教師工會總聯合會研究員等職務。2016年6月8日起擔任國家年金改革委員會委員，立場為：
|  | 年金改革不可能不碰世代問題，因為少子化以及過去財務過度樂觀，建議年金改革委員會學者代表可以多一點，提供資料作分析，或是成立顧問團，讓意見更多元。 各種退休基金普遍存在過度樂觀的財務體質，未來10年將爆發全民恐慌，現在是解決的適當時機，但官方不能再犯「選擇對象改革」、「改人民不改官署」的錯誤，改革要全面，過去20年輪流執政的兩大黨執政時操作基金績效不佳、不願改造基金管理機構，也有很大責任。 行政部門要精算費率，目前費率太低，還有檢視給付條件，退休年齡和領取年齡是否掛鉤，釐清基金財務失衡原因，才有辦法慢慢恢復平衡。 |

## 外部連結
- 總統府國家年金改革委員會-委員名單（页面存档备份，存于）